# なにわの晩さん! 美味しい美味しい走り飯
『なにわの晩さん! 美味しい美味しい走り飯』（なにわのばんさん おいしいおいしいはしりメシ）は、2023年4月2日（1日深夜）から4月23日（22日深夜）まで、毎週土曜24時に朝日放送テレビで放送されたテレビドラマ。主演は橋本さとし。
悩める客を最高の飲食店に連れて行く特技を持つ謎のタクシードライバーとワケあり乗客が織りなす、全編大阪ロケの人情グルメドラマ。
作中には大阪に実在する飲食店と名物メニューが登場する。
日本での放送に先駆け、台湾のケーブルテレビ緯来電視網内の緯來日本台チャンネルで2022年12月30日に一挙先行放送された。

## キャスト

### 主要人物
晩明（ばん あきら）
演 - 橋本さとし
チーターがトレードマークの個人タクシードライバー。
乗客の要望する飲食店に案内する。血のつながりのない娘がいる。

### タクシードライバー
個人タクシーの免許に同時期に合格した晩のタクシードライバー仲間たち。
ツネコ / 木野常子（きの つねこ）
演 - 羽野晶紀
狐がトレードマークの個人タクシードライバー。
トー吉（トーキチ） / 井ノ原（いのはら）
演 - 兵動大樹
イノシシがトレードマークの個人タクシードライバー。ツネコに気がある。
マサキ
演 - 井阪郁巳
個人タクシーに憧れる若手タクシードライバー。

### ゲスト

#### 第1話
近藤
演 - 今井翼
忙し過ぎるテレビプロデューサー。晩に案内された「天麩ら そば切り なか川」でパソコンで仕事しながら盛蕎麦を食べていたことから、じっくり味わうよう諭される。
「寝てる間にカバは去る（果報は寝て待て）」と晩に言われ、大阪を去る予定であったが、仕事相手を信用して大阪に留まることにする。
ナゾの客
演 - 川畑泰史（吉本新喜劇）
父親が晩に世話になった男性。「天麩ら そば切り なか川」で晩とばったり出会う。
明日香
演 - ハマカワフミエ（第4話）
手術を控えた女性。「最後の晩餐」を食べる店を晩に案内させ、「千とせ」で彼と肉吸いを食べるが、「また来ましょう」と晩に誘われる。
術後の経過が良く外出許可が出たことから、晩のタクシーを呼び「千とせ」へとタクシーを向かわせる。
明日香の家族
演 - 中安恵子
大阪国際メディカルセンターを抜け出した明日香が戻ってきたことで安堵する。
飲食客
演 - 三谷昌登、植村茂浩
「千とせ」で晩と居合わせた彼の顔見知りの飲食客。
舞台女優
演 - 春果
初舞台に立つ度胸を付けるため、着ぐるみパジャマを着て晩に案内された「八重勝」で彼と一緒に串カツを食べる。

#### 第2話
鹿野麻美
演 - 山本千尋
柊馬とマッチングアプリで出会った女性。「ちがくて」が口癖。海遊館からの帰り、柊馬とことごとく意見が合わずタクシー内でケンカとなり別れを切り出す。
わがままで被害妄想で攻撃的な性格のため、男から逃げられると落ち込み、晩にお好み焼き「さとみ」を案内されると、晩を食事に誘う。
杉田柊馬
演 - 永田崇人
麻美とマッチングアプリで出会った男性。よく「ため息」をついてしまう。
タクシー内でケンカして麻美と別れるが、GPSアプリで彼女の跡を追い「さとみ」に現れ、遠まわしに麻美との復縁を呼びかけると、彼女が反省したことから、よりを戻す。

#### 第3話
ビンユー
演 - 秋谷百音
台湾から日本に旅行に来た女性インフルエンサー。日本に留学経験があり片言の少しおかしな大阪弁が話せる。
「映える食べ物」の写真を撮影するため晩に何軒も飲食店を案内させ、「まるい飯店」「一芳亭」「浪芳庵」と梯子する。

#### 最終話
隼人
演 - 藤原詩音
祐太郎の息子。1万円を持ち晩のタクシーに乗車し淀川の河川敷に向かわせるが、途中で1万円を窓から投げ捨て、無賃乗車で父を呼ぶようスマホを差し出す。
離婚して離ればなれとなった父に会えたが、冷たい態度をとられ「仕事に負けた」と落ち込んでいたことから、晩にたこ焼き屋「蛸之徹」に連れていかれる。
榊田祐太郎
演 - 青柳翔
隼人の父親。電子レンジでリコールを出した家電メーカーSHIBUMAの部長。息子の隼人が訪ねてきたが、リコール対応に忙しく、冷たくあしらい帰宅を促す。
「タロイモへの愛は水をやらなければ伝わらない（伝えなければ、伝わらない）」と晩に教えられ、仕事より隼人のほうが大事と伝える。
行方を探し当てた隼人と「歯が全部生え変わったら、給料日に好きなものを食べさせてやる」と約束していたことから、「蛸之徹」でたこ焼きを食べる。

## スタッフ
- 脚本 - 我人祥太[1]、富安美尋[1]、大歳倫弘[1]
- 監督 - 千葉行利[1]
- 音楽 - 斎木達彦
- 主題歌 - 小林柊矢「笑おう」（UNIVERSAL J）[1]
- プロデューサー - 南雄大（朝日放送テレビ）、宮川晶（ケイファクトリー）
- 制作協力 - ケイファクトリー
- 制作著作 - 朝日放送テレビ

## 放送日程
| 各話   | 放送日  | サブタイトル                                                       | 脚本     |
| ------ | ------- | ------------------------------------------------------------------ | -------- |
| 第1話  | 4月02日 | 忙し過ぎる男に夕食を… くいだおれの街・大阪が舞台のグルメドラマ誕生 | 我人祥太 |
| 第2話  | 4月09日 | 相性98%!ため息彼氏と秒でキレる彼女                                 | 富安美尋 |
| 第3話  | 4月16日 | 不思議な黄色いシュウマイ?大阪ってクレイジー!                       | 大歳倫弘 |
| 最終話 | 4月23日 | 丸くてもイビツでも…たこ焼きみたいな家族の話                        | 我人祥太 |